# Cerco de Silves (1189)
A primeira conquista da cidade pelos cristãos concretizou-se em 2 de Setembro de 1189, contando o exército de Sancho I com a colaboração de cruzados ingleses e alemães que estavam a caminho de Jerusalém.
Silves na altura era uma importante cidade muçulmana e foi tomada e perdida pelos cristãos antes de ser de novo conquistada.
Após um longo cerco o monarca português negociou a rendição das hostes muçulmanas e concordou com a sua saída da cidade. Para trás teriam de deixar todas as riquezas podendo apenas levar uma muda de roupa. Os cruzados, a quem o rei concedera o direito a saquear a cidade vazia, concordaram inicialmente com esta proposta, mas atacaram e chacinaram os muçulmanos quando estes abandonavam a fortificação.
Já no início de 1189 os cruzados tinham passado à espada todos os habitantes do castelo de Alvor, também no Algarve.